# Павел Полакович
Павел Полакович (Смољењице, 11. јануар 1974)  је словачки боксер ромског порјекла, репрезентативац Чешке у аматерском боксу, олимпијац, освајач медаља европских аматерских првенстава.

## Аматерска каријера
Као репрезентативац Чешке у полусредњој категорији (до 71 кг) учествовао је на Љетњим олимпијским играма 1996. У осмини финала побједио је Виктора Куненеа  из Јужне Африке. У 1/8 финала изгубио је од будућег олимпијског шампиона Американца Дејвида Рида. На Свјетском првенству 1995. елиминисан је у 1/8 финала у полусредњој категорији, док је 2003. поражен у 1/16 финала тешке категорије (до 91 кг). Изгубио је у 1/16 финала полутешке категорије током Европског првенства 1993. Године 1996. освојио је бронзану медаљу, изгубивши у полуфиналу од Румуна Франциска Ваштага (на овом турниру се квалификовао за Олимпијске игре). Шампион Чешке у полусредњој категорији постао је 1994. а био је национални шампион у тешкој категорији од 2001. 2004. године.

## Професионална каријера
Професионалним боксом се почео бавити 2005. До 2016. имао је 24 борбе од којих је 13 добио, а 11 изгубио.